# Форт Клинтон
Форт Клинтон — американский форт, построенный Континентальной Армией на западном берегу реки Гудзон в 1776 году, во время войны за независимость США.

## Защита речной цепи
Форт был одним из пары укреплений, стоявших на слиянии Пеполопен-Крик и Гудзона, и находился на южном берегу ущелья Пеполопен, на юге относительно форта Монтгомери. Оба форта защищали огромную речную цепь из кованого железа, которая соединяла два берега Гудзона от форта Монтгомери до пика Энтонис-Ноуз на восточном берегу реки. Руины обоих фортов находятся в современном Хайлендс, округ Ориндж, штат Нью-Йорк.
Гарнизон форта Клинтон, состоявший из 300 солдат, был меньше гарнизона форта Монтгомери, однако он был построен на большей высоте и его защитные укрепления были более подготовлены. Им командовал генерал Джеймс Клинтон, в честь которого он был назван (а не в честь его брата, Джорджа Клинтона, или сэра Генри Клинтона, британского главнокомандующего в Северной Америке и противостоящего генерала в борьбе за контроль над стратегически важной рекой Гудзон).